# 狭叶束尾草
狭叶束尾草（学名：Phacelurus latifolius var. angustifolius）为禾本科束尾草属下的一个变种。

## 扩展阅读
- 維基物種上的相關：狭叶束尾草